# Cadolive
Cadolive é uma comuna francesa na região administrativa da Provença-Alpes-Costa Azul, no departamento de Bouches-du-Rhône. Estende-se por uma área de 4,18 km². Em 2010 a comuna tinha 2 206 habitantes (densidade: 527,8 hab./km²).